# مارهای شلاقی
مارهای شلاقی (نام علمی: Demansia) نام یک سرده از تیره کفچه‌ماران است.